# Meduna di Livenza
Meduna di Livenza (vènet Meduna de Łivensa) és un municipi italià, dins de la província de Treviso. L'any 2007 tenia 2.967 habitants. Limita amb els municipis d'Annone Veneto (VE), Gorgo al Monticano, Motta di Livenza, Pasiano di Pordenone (PN) i Pravisdomini (PN).

## Administració
| Període | Identitat      | Partit        |
| ------- | -------------- | ------------- |
| 2008-   | Vincenzo Berri | Llista cívica |